# 紧握生命的希望
紧握生命的希望（法语：Va, Vis et Deviens）是一部2005年电影，描写一名埃塞俄比亚基督徒男孩，伪装成埃塞俄比亚犹太人，得以逃脱饥荒，移居以色列. 导演是出生在罗马尼亚的拉杜·瓦西米赫伊莱亚努（Radu Mihăileanu）。它在2005年获温哥华国际电影节最受欢迎国际电影奖。

## 情节
埃塞俄比亚男孩小蒙（Shlomo），被他的母亲交给一名死去孩子的埃塞俄比亚犹太人妇女。在1984年的摩西行动中，这名妇女，他的养母，带着小蒙从苏丹难民营空运到了以色列。他的亲生母亲，希望他过上美好生活，在他离开她登机时对他说：“去，活着，并成为”。影片讲述他在以色列的成长，以及他如何处理他的秘密，不是犹太人，并且离开了自己的生母。

## 演员
- 莫奇阿葛札（Moshe Agazai），饰演童年小蒙
- 莫奇阿貝比（Moshe Abebe），饰演少年小蒙
- 席哈克沙拔哈特（Sirak M. Sabahat） ，饰演成年小蒙